# Le Fils de l'autre (film, 1931)
Pour les articles homonymes, voir Le Fils de l'autre.
Le Fils de l'autre est un film américano-français d'Henry de La Falaise, version française du film de Victor Schertzinger The Woman Between, réalisé en 1931 et sorti en France en 1932.

## Synopsis
Une histoire d'amour impossible entre un mannequin et un beau jeune homme. Fleurissant sur un paquebot faisant la liaison entre New York et Paris, leur belle union sombre lorsque, de retour à New York, Julia apprend que son amant magnifique n'est autre que... le fils de son vieux mari.

## Fiche technique
- Titre français : Le Fils de l'autre
- Titre de travail : Chacun sa vie
- Réalisation : Henry de La Falaise
- Scénario : d'après la pièce The Woman Between d'Irving Kaye Davis
- Société de distribution en France : United Artists (Les Artistes Associés)
- Pays d’origine :  États-Unis,  France (minoritaire)
- Langue originale : français
- Format : Noir et blanc - 35 mm - 1,33:1 - son Mono (Western Electric Sound System)
- Durée : 70 minutes
- Dates de sortie : 
  - France : 4 mars 1932

## Distribution
- Geymond Vital : Paul Niles
- Jeanne Helbling : Julia Whitcomb
- Georgette Rhodes : Doris Whitcomb
- Emile Chautard : Jean Whitcomb
- Pauline Garon :
- Jacques Lory